# Догадин, Владимир Максимович
Владимир Максимович Догадин (18 июня 1884 — 1974) — российский военный инженер, автор воспоминаний. Генерал-майор.

## Биография
Родился в Астрахани в семье коллежского асессора, происходившего из казаков Астраханского войска. В 1903 г. окончил Оренбургский кадетский корпус.
В 1906 г. с отличием окончил Николаевское инженерное училище. Был произведен в подпоручики и направлен в Kиевский 4-й понтонный батальон. В октябре 1908 г. поступил в Николаевскую инженерную академию в С.-Петербурге, а 22 мая 1911 г. успешно окончил её (включая дополнительный курс), после чего в чине штабс-капитана с утверждением в звании военного инженера был направлен в Брест-Литовск в качестве младшего производителя работ. Участник Первой мировой войны. В 1914 — 1916 гг. продолжал деятельно участвовать в создании различных фортификационных систем на Западном фронте. В марте 1917 г. его как опытного военного инженера направляют на строительство Севастопольской крепости, где он был старшим производителем работ, а затем начальником хозяйственного отделения. После победы большевиков в октябре 1917 года, оставшись в России, продолжил службу, работал штатным преподавателем 2-й военно-инженерной школы в Москве, преподавал в гражданских и военных строительных ведомствах. Полковник (1917). Генерал-майор.
«Генерал-майорские погоны за строительство перекопских укреплений получил от барона Врангеля … Догадин, которого потом большевики, взяв семью в заложники, принудили работать на себя».
Участник Гражданской войны. Воевал на Кавказском фронте.
Участвовал в Великой Отечественной войне, которую закончил в Кёнигсберге. Воевал на Западном, Калининском, 1-м Прибалтийском фронтах. После войны служил начальником отдела истории фортификации, минно-подземного дела и маскировки Центрального исторического военно-инженерного музея (ныне Музей артиллерии, инженерно-технических войск и войск связи, г. С.-Петербург). С этой должности полковник В.М. Догадин уволился в отставку (по болезни) с правом ношения военной формы 15 февраля 1955 г. Работал над воспоминаниями о Герое Советского Союза Д. М. Карбышеве.

## Награды
- орден святого Станислава 3 степени
- орден Красной Звезды — 1944
- орден Отечественной войны I степени — 16 мая 1945
- орден Красной Звезды — 1954
- Медаль «За победу над Германией в Великой Отечественной войне 1941—1945 гг.» — 9 мая 1945
- Медаль «За взятие Кёнигсберга» — 9 июня 1945
- Медаль «За боевые заслуги» — 24 июня 1948[2]

## Публикации
- В «Отечественных архивах» (1, 2) и «Военно-историческом журнале» (2007)
- Догадин В. М. Кадетские годы. // Военно-исторический журнал. — 2004. — №№ 9, 10.
- Догадин В. М. В Николаевском инженерном училище. // Военно-исторический журнал. — 2005. — №№ 10, 11.
- Догадин В. М. Моя служба в 4-м понтонном батальоне. 1906—1908 гг. // Военно-исторический журнал. — 2007. — №№ 7, 8.
- Догадин В. М. На фронте и в тылу. Воспоминания о первой мировой. // Военно-исторический журнал. — 2009. — №№ 6, 9, 11.; 2010. — № 1, 4.